# Lycocerus jendeki
Lycocerus jendeki es una especie de coleóptero de la familia Cantharidae.

## Distribución geográfica
Habita en Laos.